# Åhörardag
En åhörardag eller besöksdag är en dag då en skola håller öppet hus så elevernas föräldrar eller vårdnadshavare ska kunna besöka skolan och höra på undervisningen.